# Мартиненко Єгор Володимирович
Єго́р Володи́мирович Марти́ненко (* 30 липня 1987, Житомир) — український тріатлоніст.

## Життєпис
Триатлоном займається з 1999 року. 2008 року закінчив Житомирський державний університет імені Івана Франка, тренер-викладач фізичної культури.
Здобув золоту медаль Чемпіонату України з триатлону у Луганській області.
2011 року переміг на етапі Кубка Європи в Карлових Варах.
2012 року здобув бронзу етапу Кубка світу з триатлону — його перша нагорода світового рівня.
2013 року виборов 5 місце у дорослій категорії серед чоловіків на Чемпіонаті України з триатлону на олімпійській дистанції (Вишгород).
В липні 2013 переміг у індивідуальних змаганнях серед чоловіків на спринтерській дистанції — під час відкритого чемпіонату України (в Дніпропетровську).
27 серпня 2013 на етапі Кубка Європи з триатлону у Карлових Варах здобув першу міжнародну перемогу сезону — 2013.
25 червня 2016 року українські спортсмени зайняли три перші місця на чемпіонаті Європи з акватлону в французькому місті Шатору: Олексій Сюткін — золото, Єгор Мартиненко — срібло, а Дмитро Маляр — бронзу.